# Francisco Vallejo Pons
Francisco Vallejo Pons (ur. 21 sierpnia 1982 w Es Castell na Minorce) – hiszpański szachista, arcymistrz od 1999 roku.

## Kariera szachowa
W szachy gra od 5. roku życia. Sukcesy odniesione w bardzo młodym wieku (m.in. srebrne medale na mistrzostwach świata juniorów do lat 10 w Warszawie w 1991 oraz do lat 12 w Bratysławie w 1993, jak również na mistrzostwach Europy do lat 10 w Warszawie w 1992, brązowe medale na mistrzostwach świata do lat 10 w Duisburgu w 1992 oraz do lat 12 w Szeged w 1994) spowodowały, iż został uznany za jednego z najbardziej utalentowanych szachistów w historii hiszpańskich szachów.
W roku 1998 zwyciężył (wraz z Miguelem Illescasem Cordobą) w mistrzostwach kraju rozegranych w Linares. W 2000 zdobył w Oropesa del Mar tytuł mistrza świata juniorów do lat 18, a w Aviles tytuł wicemistrza Europy do lat 20. W tym samym roku zwyciężył w otwartym turnieju na Majorce. W 2001 triumfował w memoriale Jose Raula Capablanki w Hawanie oraz w Mondariz rozegrał mecz z Ivanem Sokolovem, zakończony remisem 4 - 4. W roku 2002 po raz pierwszy wystąpił w turnieju elity w Linares. Zajął również I miejsce w Dos Hermanas oraz zdobył srebrny medal (w finale przegrywając z Aleksiejem Szyrowem) mistrzostw Hiszpanii w Ayamonte. W 2004 wystąpił na mistrzostwach świata w Trypolisie, ale został wyeliminowany przez Zoltana Almasi w II rundzie. Rok później zajął XII miejsce w Pucharze Świata w Chanty-Mansyjsku. W 2006 triumfował (wraz z Rusłanem Ponomariowem) w Cuernavace oraz zwyciężył w mistrzostwach Hiszpanii, rozegranych w León. Pod koniec 2007 roku triumfował w cyklicznym turnieju rozegranym w Pampelunie. W 2009 r. zdobył w Palmie de Mallorce drugi w karierze tytuł mistrza kraju. Na przełomie 2010 i 2011 zwyciężył (wspólnie z Wugarem Gaszimowem) w tradycyjnym turnieju w Reggio Emilia, natomiast w 2011 r. podzielił I m. (wspólnie z Nigelem Shortem i Janem Gustafssonem) w Pattayi. W 2012 r. zwyciężył w León, pokonując w meczu szachów szybkich Weselina Topałowa.
Wielokrotnie reprezentował Hiszpanię w turniejach drużynowych, m.in.:
- ośmiokrotnie na olimpiadach szachowych (w latach 2000, 2002, 2004, 2006, 2008, 2010, 2012, 2014); medalista: indywidualnie – srebrny (2008 – na II szachownicy)[6],
- sześciokrotnie na drużynowych mistrzostwach Europy (w latach 2001, 2003, 2007, 2009, 2011, 2013); dwukrotny medalista: indywidualnie – złoty (2003 – na II szachownicy) i srebrny (2007 – na II szachownicy)[7],
- na olimpiadzie szachowej juniorów do 16 lat (w roku 1995)[8].

Najwyższy ranking w dotychczasowej karierze (stan na wrzesień 2017) osiągnął 1 lipca 2011 r., z wynikiem 2724 punktów zajmował wówczas 20. miejsce na światowej liście FIDE, jednocześnie zajmując 1. miejsce wśród hiszpańskich szachistów.